# Distrito de Fontenay-le-Comte
El distrito de Fontenay-le-Comte es un distrito (en francés arrondissement) de Francia, que se localiza en el departamento de Vandea, de la región Países del Loira (en francés Pays de la Loire). Cuenta con 9 cantones y 107 comunas.
La capital de un distrito se llama subprefectura (sous-préfecture). Cuando un distrito contiene la prefectura (capital) del departamento, esa prefectura es la capital del distrito, y se comporta tanto como una prefectura como una subprefectura.
- Fontenay-le-Comte está hermanada con la localidad española de Crevillente desde 1968. En 2008, se celebró en ambas localidades el llamado "jumelage", que conmemora el 40 º aniversario del hermanamiento.

## División territorial

### Cantones
Los cantones del distrito de Fontenay-le-Comte son:
1. Chaillé-les-Marais
2. La Châtaigneraie
3. Fontenay-le-Comte
4. L'Hermenault
5. Luçon
6. Maillezais
7. Pouzauges
8. Sainte-Hermine
9. Saint-Hilaire-des-Loges

### Comunas
| 1. L'Aiguillon-sur-Mer (85001)                  | 2. Antigny (85005)                      | 3. Auzay (85009)                       | 4. Bazoges-en-Pareds (85014)          |
| 5. Benet (85020)                                | 6. Bouillé-Courdault (85028)            | 7. Le Boupère (85031)                  | 8. Bourneau (85033)                   |
| 9. Breuil-Barret (85037)                        | 10. La Caillère-Saint-Hilaire (85040)   | 11. Cezais (85041)                     | 12. Chaillé-les-Marais (85042)        |
| 13. Chaix (85044)                               | 14. Champagné-les-Marais (85049)        | 15. La Chapelle-Thémer (85056)         | 16. La Chapelle-aux-Lys (85053)       |
| 17. Chasnais (85058)                            | 18. Chavagnes-les-Redoux (85066)        | 19. Cheffois (85067)                   | 20. La Châtaigneraie (85059)          |
| 21. Les Châtelliers-Châteaumur (85063)          | 22. Damvix (85078)                      | 23. Doix (85080)                       | 24. Faymoreau (85087)                 |
| 25. La Flocellière (85090)                      | 26. Fontaines (85091)                   | 27. Fontenay-le-Comte (85092)          | 28. Foussais-Payré (85094)            |
| 29. Grues (85104)                               | 30. Le Gué-de-Velluire (85105)          | 31. L'Hermenault (85110)               | 32. La Jaudonnière (85115)            |
| 33. Lairoux (85117)                             | 34. Le Langon (85121)                   | 35. Liez (85123)                       | 36. Loge-Fougereuse (85125)           |
| 37. Longèves (85126)                            | 38. Luçon (85128)                       | 39. Les Magnils-Reigniers (85131)      | 40. Maillezais (85133)                |
| 41. Maillé (85132)                              | 42. Marillet (85136)                    | 43. Marsais-Sainte-Radégonde (85137)   | 44. Le Mazeau (85139)                 |
| 45. La Meilleraie-Tillay (85140)                | 46. Menomblet (85141)                   | 47. Mervent (85143)                    | 48. Monsireigne (85145)               |
| 49. Montournais (85147)                         | 50. Montreuil (85148)                   | 51. Moreilles (85149)                  | 52. Mouilleron-en-Pareds (85154)      |
| 53. Mouzeuil-Saint-Martin (85158)               | 54. Nalliers (85159)                    | 55. Nieul-sur-l'Autise (85162)         | 56. L'Orbrie (85167)                  |
| 57. Oulmes (85168)                              | 58. Petosse (85174)                     | 59. Pissotte (85176)                   | 60. Le Poiré-sur-Velluire (85177)     |
| 61. La Pommeraie-sur-Sèvre (85180)              | 62. Pouillé (85181)                     | 63. Pouzauges (85182)                  | 64. Puy-de-Serre (85184)              |
| 65. Puyravault (85185)                          | 66. Réaumur (85187)                     | 67. La Réorthe (85188)                 | 68. Saint-Aubin-la-Plaine (85199)     |
| 69. Saint-Cyr-des-Gâts (85205)                  | 70. Saint-Denis-du-Payré (85207)        | 71. Saint-Germain-l'Aiguiller (85219)  | 72. Saint-Hilaire-de-Voust (85229)    |
| 73. Saint-Hilaire-des-Loges (85227)             | 74. Saint-Jean-de-Beugné (85233)        | 75. Saint-Juire-Champgillon (85235)    | 76. Saint-Laurent-de-la-Salle (85237) |
| 77. Saint-Martin-Lars-en-Sainte-Hermine (85248) | 78. Saint-Martin-de-Fraigneau (85244)   | 79. Saint-Martin-des-Fontaines (85245) | 80. Saint-Maurice-des-Noues (85251)   |
| 81. Saint-Maurice-le-Girard (85252)             | 82. Saint-Mesmin (85254)                | 83. Saint-Michel-Mont-Mercure (85257)  | 84. Saint-Michel-en-l'Herm (85255)    |
| 85. Saint-Michel-le-Cloucq (85256)              | 86. Saint-Pierre-du-Chemin (85264)      | 87. Saint-Pierre-le-Vieux (85265)      | 88. Saint-Sigismond (85269)           |
| 89. Saint-Sulpice-en-Pareds (85271)             | 90. Saint-Valérien (85274)              | 91. Saint-Étienne-de-Brillouet (85209) | 92. Sainte-Gemme-la-Plaine (85216)    |
| 93. Sainte-Hermine (85223)                      | 94. Sainte-Radégonde-des-Noyers (85267) | 95. Sérigné (85281)                    | 96. La Taillée (85286)                |
| 97. Tallud-Sainte-Gemme (85287)                 | 98. La Tardière (85289)                 | 99. Thiré (85290)                      | 100. Thouarsais-Bouildroux (85292)    |
| 101. Triaize (85297)                            | 102. Velluire (85299)                   | 103. Vix (85303)                       | 104. Vouillé-les-Marais (85304)       |
| 105. Vouvant (85305)                            | 106. Xanton-Chassenon (85306)           | 107. L'Île-d'Elle (85111)              |                                       |